# Medicago muricoleptis
Medicago muricoleptis là một loài thực vật có hoa trong họ Đậu. Loài này được Tineo miêu tả khoa học đầu tiên.